# O Paiz
O Paiz foi um influente periódico matutino publicado no Rio de Janeiro, então capital do Brasil. Fundado em 1º de outubro de 1884, sua trajetória se confunde com os momentos mais decisivos da história brasileira, desde a campanha abolicionista e a Proclamação da República até o colapso da República Velha em 1930.
Inicialmente um porta-voz das ideias republicanas e abolicionistas sob a direção de figuras como Ruy Barbosa e Quintino Bocaiúva, transformou-se, ao longo da Primeira República, no principal órgão da imprensa "situacionista", termo usado para descrever seu alinhamento quase incondicional aos governos vigentes. Sua redação, um centro de poder e influência, abrigou a fundação da Associação Brasileira de Imprensa (ABI) em 1908.
O jornal foi violentamente destruído ("empastelado") e incendiado por uma turba de revolucionários em 24 de outubro de 1930, um ato simbólico que marcou o fim de uma era no jornalismo e na política brasileira. Após uma breve tentativa de retorno, encerrou suas atividades definitivamente em 1934.

## História

### Fundação e Campanha Republicana (1884–1889)
O Paiz foi fundado pelo abastado imigrante português João José dos Reis Júnior, o Conde de São Salvador de Matosinhos, com o objetivo explícito de defender as ideias republicanas e a abolição da escravatura. Seu primeiro redator-chefe foi Ruy Barbosa, que, após poucos meses, foi substituído por Quintino Bocaiúva em 1885. Bocaiúva, um dos líderes do movimento republicano, transformou o jornal em uma poderosa ferramenta de propaganda contra a Monarquia, defendendo "a preponderância da capacidade e do talento sobre os privilégios" do regime imperial.
Nesse período, o jornal travou embates com periódicos conservadores e monarquistas, afirmando que sua missão era intervir em todas as "questões que interessam ao espírito público". Colaboraram em suas páginas figuras de proa do abolicionismo, como Joaquim Nabuco, embora este, sendo monarquista, tenha se afastado devido a divergências com a linha editorial de Bocaiúva. A publicação foi um dos veículos centrais na formação da opinião pública que culminou na Proclamação da República em 15 de novembro de 1889, evento que o jornal narrou com enorme júbilo e em detalhadas edições comemorativas.

### Apogeu e "Situacionismo" na Primeira República (1889–1929)

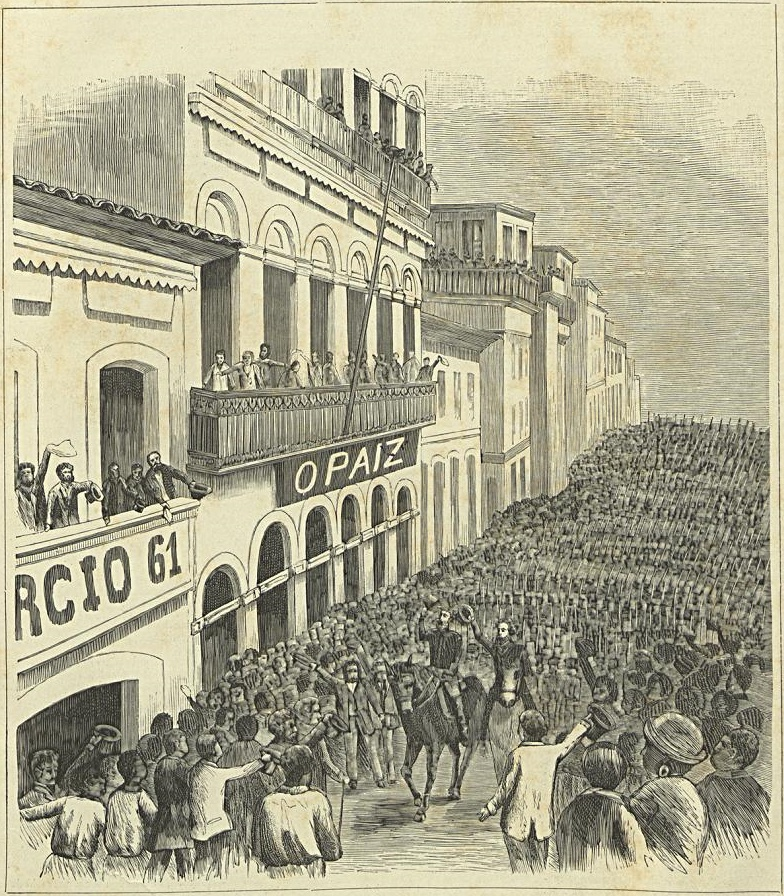
Sede do jornal O Paiz na Rua do Ouvidor durante a ovação popular a Deodoro da Fonseca e Quintino Bocaiúva por ocasião da proclamação da república (O Occidente, 1889).

Com a República instalada, Quintino Bocaiúva assumiu o Ministério das Relações Exteriores do governo provisório. O jornal, agora sob a propriedade de Francisco de Paula Mayrink e, a partir de 1899, sob a gerência e posterior propriedade do influente português João de Sousa Lage, entrou em sua fase de maior prestígio e poder. Lage modernizou o jornal e consolidou sua posição como o grande defensor dos governos da República Velha. Essa postura, chamada de "situacionismo", garantia ao jornal vultosos contratos de publicidade governamental e outras vantagens financeiras, em troca de apoio editorial irrestrito ao presidente em exercício.
A opulência do jornal materializou-se em 1904, com a inauguração de sua nova e suntuosa sede na esquina da recém-inaugurada Avenida Central (hoje Avenida Rio Branco) com a Rua Sete de Setembro. Foi neste prédio que, em 7 de abril de 1908, o repórter Gustavo de Lacerda fundou a Associação Brasileira de Imprensa (ABI).
Durante este período, O Paiz apoiou governos controversos como o de Artur Bernardes, defendendo inclusive a criação de uma lei de imprensa mais restritiva, que visava "sanear" o jornalismo, uma posição frontalmente contrária à da imprensa de oposição, liderada pelo Correio da Manhã. O jornal se tornou a voz da elite política e econômica, enquanto o Correio da Manhã se consolidava como um jornal popular e de oposição.

### Declínio e Empastelamento (1930–1934)

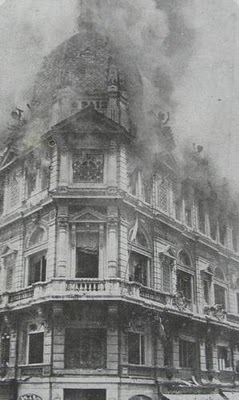
Populares observam o incêndio que destruiu a sede de O Paiz em 24 de outubro de 1930. O evento foi amplamente fotografado pela revista O Cruzeiro.

A crise da década de 1920 e o acirramento das disputas políticas que levaram à Revolução de 1930 selaram o destino do jornal. Sob a direção de seu último proprietário, Antônio Augusto Alves de Souza, O Paiz se posicionou de forma veemente contra a Aliança Liberal e seu candidato, Getúlio Vargas, apoiando o presidente Washington Luís.
Com a vitória da revolução, o jornal se tornou um alvo imediato da fúria popular. Em 24 de outubro de 1930, uma multidão invadiu, depredou e incendiou a sede do periódico, no episódio que ficou conhecido como "empastelamento". O evento foi exaustivamente documentado pela revista O Cruzeiro, que dedicou cinco páginas e 27 fotografias à destruição dos jornais governistas.
Seu proprietário foi forçado ao exílio, e o governo revolucionário proibiu a circulação do jornal. Houve uma tentativa de reerguê-lo, com publicações esporádicas entre novembro de 1933 e 18 de novembro de 1934, mas sem sucesso financeiro ou relevância política, O Paiz encerrou sua história.

## Linha Editorial e Colaboradores

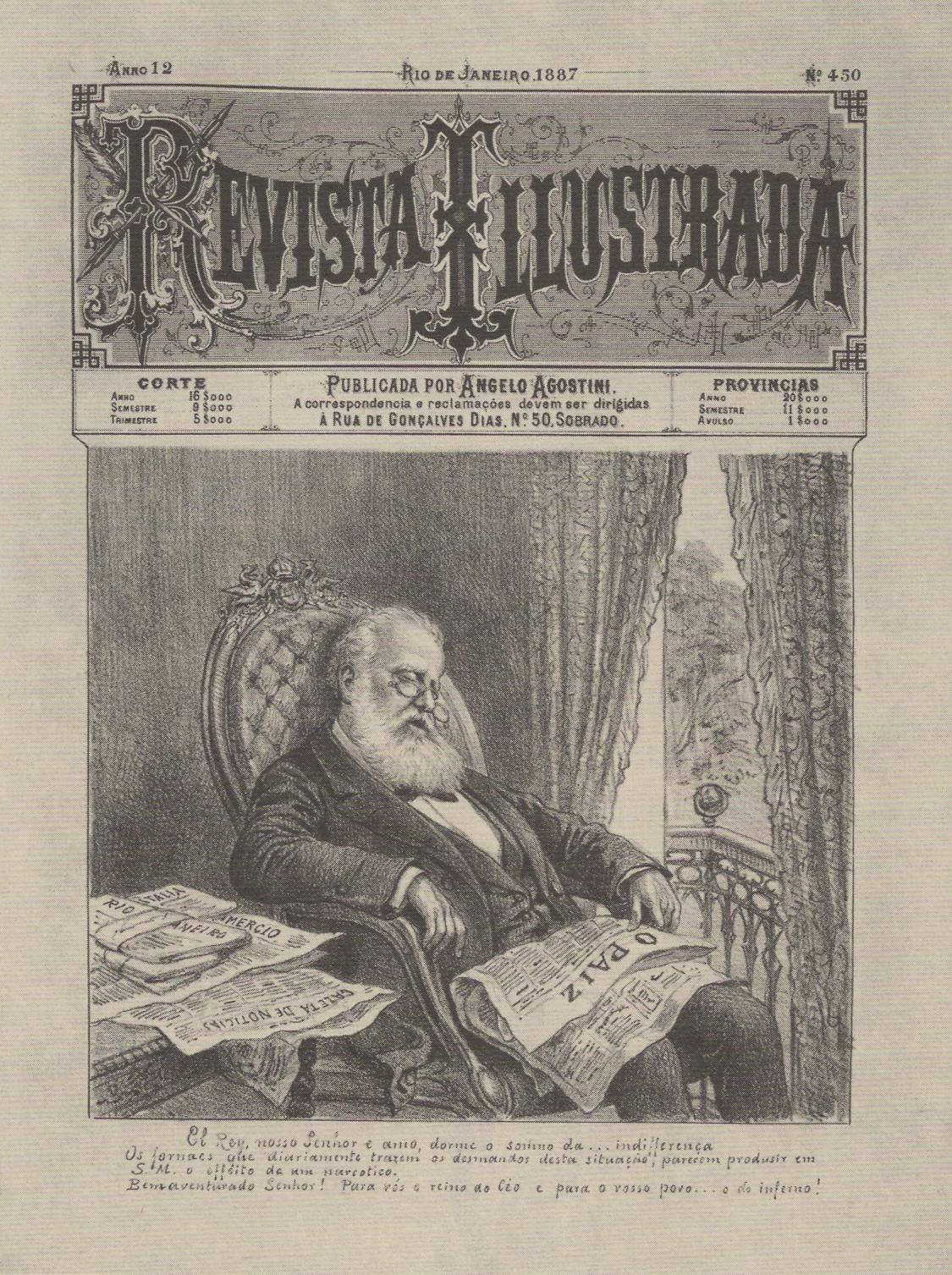
Caricatura de Angelo Agostini na Revista Illustrada (1887), satirizando a apatia política do Imperador Dom Pedro II, que dorme com um exemplar de O Paiz no colo.

A linha editorial de O Paiz passou por uma notável transformação. Nasceu como um jornal de combate, progressista e reformador, defendendo causas como o fim da escravidão, a laicidade do Estado e a modernização do país. Contudo, com a consolidação da República, adotou uma postura conservadora e governista, o que lhe rendeu a alcunha pejorativa de "chapa-branca".
Sua cobertura da Revolta da Vacina (1904) e dos levantes tenentistas da década de 1920 seguiu estritamente o discurso oficial, tratando os revoltosos como "desocupados" ou "subversivos" que se opunham ao progresso e à ordem. Foi também um dos primeiros jornais a adotar um forte discurso anticomunista, associando qualquer movimento de oposição aos "tiranos vermelhos" de Moscou.
Apesar de sua política editorial, suas páginas foram um espaço para grandes nomes da literatura e do jornalismo brasileiro. Além dos já citados Ruy Barbosa, Quintino Bocaiúva e Joaquim Nabuco, escreveram para O Paiz: Euclides da Cunha, Coelho Neto, Artur Azevedo, Aluísio Azevedo, João do Rio, Lima Barreto (que o usou como inspiração para seu romance Numa e a Ninfa), Carmen Dolores, e a escritora e jornalista Júlia Lopes de Almeida, uma das pioneiras da presença feminina na grande imprensa.

## Legado
O Paiz é um caso exemplar da imprensa brasileira da Primeira República, ilustrando a íntima relação entre poder político e poder midiático. Seu sucesso e sua queda estão diretamente ligados à sua capacidade de se alinhar (ou de colidir) com os donos do poder. O jornal representa a ascensão de uma imprensa industrial e de massa, com grande circulação e influência, mas também as contradições de um jornalismo que, em muitos momentos, abdicou da crítica em favor da sobrevivência e dos benefícios governamentais.
Seu acervo, composto por 146.704 páginas, está integralmente digitalizado e disponível para consulta na Hemeroteca Digital Brasileira da Biblioteca Nacional do Brasil, sendo uma fonte primária indispensável para o estudo do período